# Peace Anyiam-Osigwe
Peace Anyiam-Osigwe, född 30 mars 1969 i Nkwerre, död 9 januari 2023 i Lagos, var en nigeriansk filmproducent, känd för att ha skapat Africa Movie Academy Awards 2005.

## Biografi
Anyiam-Osigwe föddes i en familj med 7 syskon i Nkwerre, Nigeria. Hon avlade examen i juridik vid Oxfords universitet.

### Africa Academy Movie Awards
År 2005 skapade Anyiam-Osigwe Africa Academy Movie Awards. Den första utdelningen av priset hölls i Yenagoa den 30 maj 2005 och år 2015 delades priset ut för första gången utanför Nigeria. Vid samma utdelning meddelade Anyiam-Osigwe att hon skulle avgå som verkställande direktör för att i stället fokusera på att producera och skapa film.

### TV och film
Anyiam-Osigwes karriär i TV började när hon skapade sin egen pratshow, Piece Off My Mind. Hon har även producerat en hel del filmer. Hon initierade 100-filmsprojektet, med mål att förbättra kvaliteten på filmer producerade i Nigeria.
Anyiam-Osigwe byggde tillsammans med sin samarbetspartner Dayo Ogunyemi flera biografer runt om i Afrika.

### Litterära verk
Anyiam-Osigwe har även skrivit både poesi och texter i olika tidningar. Hennes första verk publicerades i tidningen Punch Newspaper, en lokal tidning, när hon endast var nio år gammal. Under tiden i Oxford skrev hon sin första bok, Teenage Viewpoint. Hon publicerade en tidning vid namn Click när hon var sexton år gammal.
Anyiam-Osigwe har även skrivit tre diktsamlingar.

### Död
Den 7 januari 2023 hamnade Anyiam-Osigwe i koma och två dagar senare avled hon på St.  Nicholas Hospital i Lagos.